# Upplo
Upplo är en herrgård i Magra socken i Alingsås kommun, Västergötland.
Upplo tillhörde släkten Lilliehöök från slutet av 1400-talet. Den kom därpå till släkterna Leijonhufvud (Lewenhaupt), Palbitzki, König och Wahlfelt. Från 1828 tillhörde Upplo släkten Dicander.

## Namn
Ortsnamnet Upplo relaterar till det nervid sjön Anten belägna samhället Loo, samt Loholms borg, ett gods vid sjön som brann ner under tidigt 1500-tal.